# Trẻ em trong quân đội

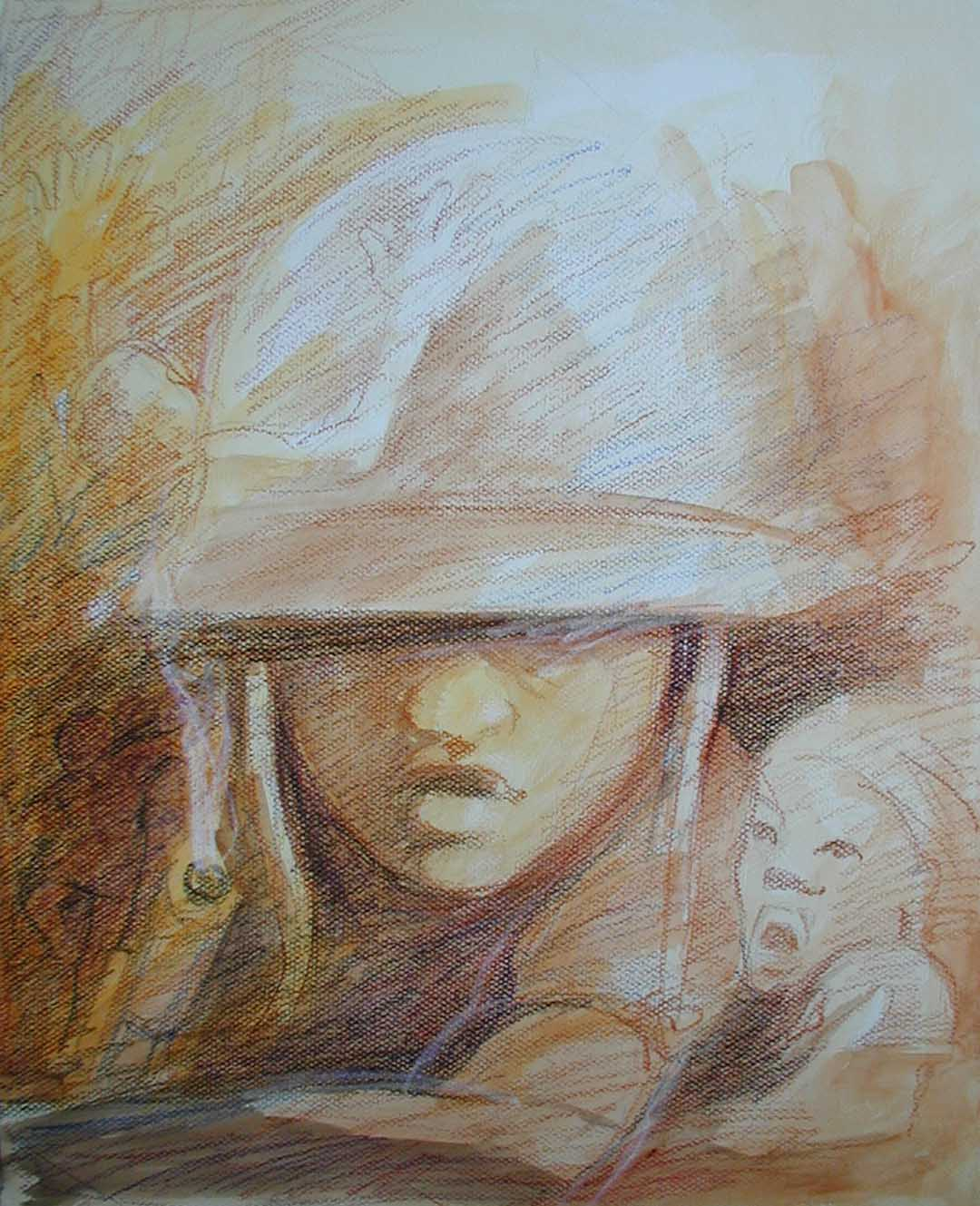
Chiến sĩ trẻ em ở Bờ Biển Ngà Gilbert G. Groud, 2007

Trẻ em trong quân đội là trẻ em (được xác định theo Công ước về Quyền trẻ em là những người dưới 18 tuổi) có liên kết với các tổ chức quân sự, như các lực lượng vũ trang nhà nước và các nhóm vũ trang phi nhà nước. Xuyên suốt lịch sử và trong nhiều nền văn hóa, trẻ em đã tham gia vào các chiến dịch quân sự. Ví dụ, hàng trăm nghìn trẻ em đã tham gia vào quân đội tất cả các nước trong Thế chiến thứ nhất và Thế chiến thứ hai  Riêng Anh quốc đã huy động 250.000 người chưa đủ tuổi trưởng thành để tham gia Thế chiến thứ nhất, và dường như cả xã hội Anh quốc thời đó (phụ huynh, giáo viên, nghị sĩ) cũng chấp nhận điều này   Trẻ em có thể được huấn luyện và sử dụng để chiến đấu, được giao nhiệm vụ hỗ trợ như người khuân vác hoặc người đưa tin, hoặc được sử dụng cho lợi thế chiến thuật như lá chắn người hoặc vì lợi ích chính trị trong tuyên truyền.
Kể từ năm 1977, luật pháp quốc tế bắt đầu xuất hiện các công ước về cấm sử dụng binh sĩ trẻ em dưới 15 tuổi. Các Nghị định thư bổ sung năm 1977 cho Công ước Geneva 1949 (Điều 77.2),, Công ước về Quyền Trẻ em (1989) và Quy chế Rome của Tòa án Hình sự Quốc tế (2002) đều cấm các lực lượng vũ trang nhà nước và phi Nhà nước trực tiếp sử dụng trẻ em dưới 15 tuổi trong xung đột vũ trang.
Trẻ em là mục tiêu dễ dàng để tuyển dụng quân sự do khả năng ảnh hưởng lớn hơn so với người lớn. Một số trẻ em được tuyển dụng bằng vũ lực trong khi những trẻ em khác lựa chọn tham gia, thường là để thoát nghèo hoặc vì các em mong đợi cuộc sống quân sự sẽ đưa ra một nghi thức vượt qua tới tuổi trưởng thành.
Các tân binh trẻ sống sót sau xung đột vũ trang thường xuyên mắc bệnh tâm thần, biết chữ và số kém, và các vấn đề về hành vi như gây hấn tăng cao, dẫn đến nguy cơ nghèo đói và thất nghiệp cao ở tuổi trưởng thành. Nghiên cứu ở Anh và Mỹ cũng đã phát hiện ra rằng việc nhập ngũ của trẻ em vị thành niên, ngay cả khi chúng không được gửi đến chiến tranh, đi kèm với nguy cơ tự tử cao hơn, rối loạn tâm thần liên quan đến căng thẳng, lạm dụng rượu, và hành vi bạo lực.
Một số hiệp ước đã tìm cách kiềm chế sự tham gia của trẻ em trong các cuộc xung đột vũ trang. Theo Child Soldiers International, những thỏa thuận này đã giúp giảm bớt việc tuyển dụng trẻ em, nhưng thực tế vẫn còn phổ biến và trẻ em tiếp tục tham gia vào các hoạt động thù địch trên khắp thế giới. Một số quốc gia hùng mạnh về kinh tế tiếp tục dựa vào các tân binh quân đội ở độ tuổi 16 hoặc 17, và việc sử dụng trẻ nhỏ trong xung đột vũ trang đã gia tăng trong những năm gần đây khi các phong trào chiến binh và các nhóm chiến đấu với họ tuyển dụng trẻ em với số lượng lớn.